# Famille de Hédouville
La famille de Hédouville (ou d'Hédouville) est une famille subsistante de la noblesse française, originaire du Vexin français (Chambly). Elle fut maintenue noble d'extraction en 1668 et 1669 après avoir produit des preuves de noblesse depuis 1553,.
Cette famille a donné de nombreux officiers (dont 59 entre 1610 et 1900[réf. nécessaire]), parmi lesquels deux généraux de la période révolutionnaire et plusieurs chevaliers de l'ordre de Saint-Michel et de l'ordre de Saint-Louis. Elle compte aussi des diplomates.
Elle fut principalement illustrée par Gabriel de Hédouville, général de la Révolution française et du Premier Empire, diplomate, sénateur, et pair de France en 1814. Le fils de ce dernier, Charles Théodore Ernest de Hédouville, fut l'un des fondateurs du Jockey club de Paris. Une course hippique, le prix d'Hédouville, fut créée en son honneur.
Une branche aînée, éteinte en 1935, reçut les titres de comte de l'Empire en 1808 et 1809, pair de France en 1814, comte de Hédouville en 1817 et comte-pair de France la même année.

## Histoire

### Origines
En 1668 et 1669 la famille de Hédouville fut maintenue noble d'ancienne extraction selon Jean-Baptiste-Pierre-Jullien de Courcelles dans son Histoire généalogique et héraldique des Pairs de France (1826), et d'extraction selon F. de Saint-Simon dans son Dictionnaire de la noblesse française (1975), après avoir produit des preuves de noblesse depuis 1553,.
D’après le jugement de maintenue de 1668, la filiation suivie de cette famille commence à Jean de Hédouville, écuyer, homme d’armes des ordonnances du roi en 1545, marié à Suzanne de Cormery.
D'après plusieurs auteurs, elle descendrait des anciens seigneurs d'Hédouville, connus depuis 1152, mais sa filiation officiellement prouvée remonte à 1503.
J. B. Jullien de Courcelles écrit en 1826 au sujet de cette famille : « On peut juger du rang qu'elle tenait parmi la principale noblesse par le récit du fameux pas d'armes tenu devant le château de Sandricourt le 16 septembre 1493, château appartenant à Louis de Hédouville, chevalier, seigneur de Sandricourt près de Pontoise (de nos jours hameau de la commune d'Amblainville), lequel fut l'un des tenants de cette joûte guerrière avec Jean de Hédouville, seigneur de Frémécourt, aussi chevalier, son frère (...) ». Il n'y a toutefois pas de filiation officiellement prouvée entre la famille subsistante de Hédouville et les porteurs du nom qui organisèrent cette joute en 1493 et y participèrent.
Louis Lainé indique, en 1819, que la famille de Hédouville parait originaire de Normandie. En 1839 il écrit que "cette très ancienne famille est originaire de l'Île-de-France et a reçu son nom d'une terre située près de Chambly, possédée dès 1179 par Ives de Hédouville.".
L'abbé Gobaille, chanoine titulaire de Soissons, écrit dans une notice de 1863 sur le chanoine de Hédouville : « Le nom de Hédouville, qui tire son origine du village de Hédouville, dans le département de Seine et Oise rappelle une des familles les plus anciennes, et les plus chevaleresques de France. Elle habitait le Vexin français dès l'an 1190, époque où elle envoya deux de ses membres à la guerre des croisades. Son nom et ses armes se voient avec honneur dans la cinquième salle des croisades du Château de Versailles. Depuis une longue suite de siècles, elle a occupé des charges importantes à la Cour, aux armées, dans les ambassades et à la chambre des Pairs. On compte aussi parmi ses membres grand nombre de prêtres, de chanoines et d'abbés. C'est vers 1508 que Jean de Hédouville vint s'établir à Glennes, dans le Laonnois. Ses enfants furent dignes de leurs aïeux. L'un d'eux, Louis de Hédouville, fut un des plus vaillants capitaines de la Ligue. C'est de ce dernier que descendent tous les de Hédouville actuels du Laonnois et de la Champagne. En 1874, Louis Augustin Vayssière écrit que la famille de Hédouville, qui se divise en plusieurs branches, compte au nombre des plus anciennes familles de l'Île-de-France ».
De son côté, Louis de La Roque, dans le Bulletin de la société héraldique et généalogique de France, en 1886, ne donne que comme "vraisemblable" la descendance de la famille de Hédouville des seigneurs de ce nom vivants antérieurement au XVIe siècle et le classement de celle-ci parmi les familles quasi-féodales. Il indique que l'on ne peut rattacher par filiation suivie à la famille de Hédouville cet Ives et ce Jean de Hédouville (chevalier croisé), pas plus que Louis de Hédouville, seigneur de Hédouville, de Sandricourt et autres lieux, époux de Françoise de Saint-Simon, qui donna à ses frais un pas d'armes dans sa terre de Sandricourt en 1493. Il rappelle que lors de la recherche de 1668, la filiation n’a été remontée qu’à un certain Louis de Hédouville, marié en 1504, et différent du précédent (Louis de Hédouville, seigneur de Sandricourt, mort la même année).
En 1903, dans Anciennes Familles militaires du Laonnois, René de La Tour du Pin écrit que la famille de Hédouville est de noblesse chevaleresque et qu'elle avait produit ses titres en 1669, depuis 1553, par les soins de Théodore de Hédouville, Seigneur de Révillon, pour lui et ses frères. Il ajoute que cette famille était célèbre dans les fastes de la noblesse de l'Île-de-France par le tournoi dit « Pas de Sandricourt », qu'elle soutient dans sa terre de ce nom, près Chambly, qu'elle avait produit deux chevaliers croisés et qu'au commencement du XVIe siècle elle parut dans la région de Laon en possession de la seigneurie de Glennes, puis bientôt, par mariage, de celles de Merval, de Révillon et de Serval, dans la première desquelles elle se maintint jusqu'à la Révolution. Il ajoute aussi qu'elle produisit nombre d'hommes de guerre, dont un lieutenant général et écrit que "comme la plupart des familles militaires, la famille de Hédouville s'était appauvrie en même temps que multipliée sous l'Ancien Régime, ainsi qu'on le voit dans ses recours pour l'admission aux écoles militaires".
Dans un ouvrage publié à compte d'auteur en 1934, sur demande de la famille de Hédouville, et adressé à la Société d'études de la province de Cambrai, Lille, Roger Rodière établit une filiation depuis un Jehan de Hédouville, vivant en 1278, et indique que l'on trouve un Yves de Hédouville, cité dans une charte de Saint-Martin de Pontoise en 1152, ainsi que plusieurs autres porteurs du nom "de Hédouville" aux XIIe et XIIIe siècles. Dans une brochure donnée en 1932 à la Société historique de Haute-Picardie, Quelques souvenirs de la famille de Hédouville, il qualifie cette dernière de "vieille race féodale"[réf. nécessaire].
Dans le Grand Armorial de France, Henri Jougla de Morenas écrit : « Cette ancienne famille, aurait donné Jean de Hédouville, chevalier croisé en 1219, dont le nom et les armes figurent à la salle des croisades du palais de Versailles. Sa filiation prouvée remonte à Louis, écuyer, seigneur de Hédouville, trouvé en 1503, père de Jean, écuyer, trouvé en 1546 qui de Suzanne de Cormery laissa Louis Honoré... »
Fernand de Saint-Simon, dans le Dictionnaire de la noblesse française (1975), indique cette famille  « d'extraction » (filiation noble remontant au XVIe siècle) et lui donne comme principe de noblesse les maintenues de 1668 et 1669.
Sur la famille de Hédouville  le Dictionnaire de biographie française, tome 17 (1989) indique (sans donner d'éléments nouveaux ni de filiation à l'appui) : « Cette maison est connue depuis le XIIe siècle. Sa filiation est établie depuis Guy, père de Philippe, chambellan de Louis XII, qui, de son mariage avec Huguette de Brilhac, eut Louis de Sandricourt, capitaine au service du roi. La descendance se poursuit par Jean, écuyer, époux de Suzanne de Cormery. »
En 2004, dans l'Armorial historique et monumental de la Haute-Marne, XIIIe-XIXe siècle, Philippe Palasi qualifie la famille de Hédouville de "famille féodale", sans pour autant donner lui non plus d'éléments nouveaux sur une filiation prouvée au-delà de 1503.
En 2005, Gilbert Bodinier cite la famille de Hédouville comme une famille de noblesse d'extraction chevaleresque, originaire de Normandie, dont la filiation est suivie depuis le début du XVIe siècle, et qui s'est répandue dans diverses provinces, notamment dans le Laonnois.
Régis Valette dans Catalogue de la noblesse française subsistante écrit que la famille de Hédouville est de noblesse d'extraction sur preuves de 1503.
Ainsi, les avis divergent selon les auteurs. Il convient donc de rappeler que selon les règles usuelles du droit nobiliaire seules les familles de noblesse certaine du XIVe siècle ou au-delà sont qualifiées de "noblesse d'extraction chevaleresque", et qu'une filiation noble prouvée remontant à 1503 classe une famille dans la "noblesse d'extraction".
La famille de Hédouville est membre de l'ANF depuis 1968.

### Seigneuries
La famille subistante du nom de Hédouville a possédé entre autres les seigneuries de Frémécourt, Damachelieu, Glennes, Revillon, Minecourt, Serval, Merval, Barbonval, Sapigneul, Le Godat, Aguilcourt, Sainte-Croix, Aubigny, Bray, Bièvres, Saint-Martin, Orlon, Tannières, Brandonvilliers, La Lobbe, Les Bordeaux, Orconte, Vaux, etc.

## Personnalités
Louis de La Roque émet un doute sur les illustrations suivantes de la famille de Hédouville : « des hommes d’armes à l’époque féodale, un chevalier croisé, un conseiller et chambellan du roi Louis XII, bailli d'épée du pays de Caux, capitaine de cinquante lances d’armes, un premier chambellan et conseiller du duc d’Orléans, son lieutenant général au Comté d’Asti au XVe siècle » car, lors des recherches sur la noblesse au XVIIe siècle, la famille de Hédouville n'a justifié sa filiation que jusqu'à un Louis de Hédouville, qui se maria en 1504, et différent du Louis de Hédouville, seigneur de Sandricourt, mort la même année.
Dans Quelques souvenirs de la famille de Hédouville, Roger Rodière écrit que la famille de Hédouville a compté, du règne de Louis XIII (1610-1643) à l'année 1900, au moins cinquante-neuf officiers de toutes armes, que lors de la Révolution seize Hédouville étaient au service, que presque tous émigrèrent, sauf les deux qui, restés en France, parvinrent promptement au généralat[réf. nécessaire]. Il écrit également: « La famille de Hédouville est une vieille race militaire. Je crois qu'on trouverait difficilement plus d'officiers de tout grade et de toute époque dans quelque autre maison que ce soit. »

### Branche de Glennes, Révillon, Minecourt, etc. (tronc)
- Jean de Hédouville (1508-1568), écuyer, seigneur de Glennes et de Révillon, fils de Louis de Hédouville, seigneur de Damachelieu. Il était homme d'armes des ordonnances du roi, sous la charge de Monseigneur de Longueval[24].
- Louis de Hédouville,  (vers 1540-1590), chevalier, seigneur de Glennes, Révillon et Minecourt. Fils de Jean de Hédouville, écuyer, et de Suzanne de Cormery. Il fut gentilhomme ordinaire de la chambre du roi Henri III et mestre de camp (colonel) de 10 compagnies françaises. Il méconnut d'abord Henri IV et embrassa le parti de la Ligue Catholique où il se distingua en tant que capitaine ligueur. Il se rallia ensuite au roi[25] vers la fin de sa vie et le servit vaillamment[15], si bien qu'il est cité dans les mémoires de Sully comme un des seigneurs les plus dévoués à la cause d'Henri IV. Il participe, avec son régiment, au combat de Vitry en Perthois en 1589[26] et meurt le 26 février 1590 des suites de ses blessures. Il choisit pour épitaphe ces mots : « En fidélité j'ay fini ma vie » ainsi que son cri de guerre: Louis, Witry, Hédouville. Le rapport fait en 1666 à l'intendant de Champagne s'exprime ainsi: Louis de Hédouville est mort au champ d'honneur, faisant profession de ses armes et de sa naissance[réf. nécessaire]. Il était marié à Elizabeth de Mutigny, qui lui avait donné trois fils, tous ayant été capitaines au régiment de Champagne.
- François de Hédouville, dit vicomte de Serval (1573-1641), chevalier, seigneur de Serval, Merval, Glennes, Révillon, Minecourt et autres lieux. Fils de Louis de Hédouville et d'Elizabeth de Mutigny, il servit d'abord, comme son père, la Ligue catholique. Il est fait prisonnier en 1590, à Sedan, par le duc de Bouillon, partisan du roi de France, et fut remis en liberté après que sa mère eut payé la rançon. Il se rallia alors à Henri IV[18]. Il est tour à tour lieutenant puis capitaine au régiment de Champagne, commandant du fort de la Tour du Boucq en Provence, puis lieutenant de la compagnie de chevau-légers de Lenoncourt. Il obtient commission du Roi, en 1625, pour lever une compagnie de 100 hommes de pied du régiment d'Origny, puis, en 1639, pour lever une compagnie franche de 75 hommes tenant garnison au Catelet (les lettres de commission le qualifient vicomte de Hédouville). Il est mestre de camp d'infanterie (colonel) de 1626 à 1635, et capitaine des chevau-légers du roi en 1636. Il se trouve en 1635 à la bataille des Avins. Il fut par ailleurs gentilhomme de la chambre de la reine en 1612, gentilhomme de la chambre du roi en 1616, chevalier de l'ordre de Saint Michel en 1632 et maître d'hôtel du roi en 1641. Il avait épousé Nicole de Creil, de ce mariage sont issus plusieurs enfants, dont Théodore (auteur de la branche aînée), Ferdinand (auteur de la branche de Merval) et Michel (auteur de la branche de Minecourt)[27]. C'est donc l'ancêtre direct de tous les membres de la famille de Hédouville vivants actuellement.
- Jacques de Hédouville (né en 1575), chevalier, frère du précédent. En 1609 il était capitaine au régiment de Champagne. Son tombeau de bronze, dans lequel il était représenté couché dans son costume de chevalier et armé de toutes pièces, fut brisé pendant la Révolution, et le métal mis à la fonte[réf. nécessaire].
- Louis de Hédouville, neveu des deux précédents. Capitaine de cavalerie, il fut blessé mortellement à la bataille de Rocroy le 19 mai 1643 et mourut le 6 juin à Laon[28].

### Branche aînée, seigneurs de Serval, etc. (éteinte)
- Théodore de Hédouville (mort en 1692), chevalier, seigneur de Serval et de Révillon. Il fut chevalier de Saint Michel, maître d'hôtel du roi, capitaine d'une compagnie de chevau-légers de la garde puis mestre de camp d'infanterie (colonel). Il fut maintenu dans sa noblesse en 1666 par l'intendant Dorieu sur preuves de quatre générations.
- Théodore II de Hédouville (1656-1728), chevalier, seigneur de Serval et de Révillon. Il fut capitaine de cavalerie au régiment de Doulcet puis conseiller d'honneur au présidial de Laon et lieutenant des maréchaux de France au bailliage de Marle, il était chevalier de Saint-Louis.
- Théodore François de Hédouville (1688-1752), chevalier, seigneur de Serval et de Révillon. Il était capitaine au régiment d'Agonis quand il fut fait prisonnier à la bataille d'Höchstädt en 1704. Il devint chevalier de Saint-Louis en 1726, major du régiment de la Bauve, colonel de milice à Laon, puis lieutenant colonel d'infanterie en 1742.
- César Antoine de Hédouville (1689-1739), chevalier, seigneur de Serval, de Sainte-Croix et d'Aubigny. Il était capitaine au régiment de marine, chevalier de Saint-Louis[29]. Il fut blessé à Fontarrabie en 1719.
- Théodore Marie César François de Hédouville (1721-1807), chevalier, seigneur de Serval et de Sainte-Croix, connu à Laon sous le nom de "Hédouville de La Plaine". Il fut page chez l'ambassadeur de Malte, aide de camp du duc de Randan, garde du corps du roi, lieutenant au régiment de Poitou, capitaine au régiment de Soisson, chevalier de Saint-Louis. Il avait pris part à toutes les guerres de Louis XV et avait été blessé en 1743 à la Bataille de Dettingen. Il vote à Laon avec la noblesse en 1789, est suspect et consigné chez lui avec sa femme en 1793, puis devient commandant de la place de Laon, chef de bataillon aux Invalides et enfin colonel et membre de la légion d'honneur. Il fut père de 4 enfants dont Gabriel de Hédouville et Théodore Charles de Hédouville.
- Gabriel Marie Théodore Joseph, comte de Hédouville (1755-1825), né à Laon, le 27 juillet 1755, fils de Théodore Marie César François de Hédouville, seigneur de Serval, et de Scolastique Josèphe de Fariaux de Maulde. Elève au collège royal de La Flèche en 1765, passé à l'École militaire de Paris en 1769, sous lieutenant au régiment des dragons de Languedoc le 6 juillet 1773, lieutenant le 10 mai 1788, capitaine au même régiment le 2 juin 1792. Il refusa d'émigrer, se rallia à la Révolution, en adopta les principes sans en partager les excès, et connu un avancement très rapide: colonel en 1792 sur proposition de Kellermann, général de brigade le 8 mars 1793, puis général de division. Emprisonné et destitué sous la Terreur, il est délivré le 9 thermidor et rendu à l'activité. Il jouera à deux reprises, en 1795-1796 et en 1800, un rôle de pacificateur en Vendée. En 1798 il fut envoyé à Saint-Domingue pour rétablir l'ordre dans la colonie mais, se heurtant à l'influence des Anglais et de Toussaint Louverture, il dut rentrer en France. Le 19 décembre 1801 il est envoyé par le Premier Consul comme ministre plénipotentiaire en Russie, il rentrera en France en 1804[30]. Le 12 pluviôse an XIII, il est nommé sénateur. En 1808 il reçoit le titre de comte de l'Empire et est nommé à la sénatorerie de Rome en 1810. Il se rallie en 1814 à Louis XVIII et est nommé Pair de France, il est confirmé dans son titre de comte en 1817. Il était grand officier de la Légion d'honneur, chevalier de Saint-Louis, chevalier du Mont-Carmel et de Saint-Lazare, grand-croix de l'ordre de la Fidélité de Bade et chevalier du Lion de Bavière. Marié le 29 mai 1799 à Charlotte Ernestine de Courbon, il devint propriétaire du château de la Roche-Courbon[31]. Il meurt en son château de La Fontaine, à Vaugrigneuse, le 31 mars 1825. Son éloge funèbre sera prononcée par le comte de Bourmont, un de ses anciens adversaires durant les guerres de Vendée.
- Charles Théodore Ernest, comte de Hédouville (1809-1890), officier de cavalerie puis membre de la Chambre des pairs sous la monarchie de Juillet en remplacement de son père, le général comte Gabriel de Hédouville. Homme du monde, il fut l'un des fondateurs du Jockey Club de Paris[32]. Une course hippique, le Prix d'Hédouville, fut créée en son honneur[6]. Il était officier de la Légion d'honneur.
- Hippolyte Marie Théodore, vicomte de Hédouville (1811-1859), frère du précédent. Sorti 4e de Saint-Cyr en 1831, il quittera l'armée après le grade de chef d'escadron, chevalier de la Légion d'honneur[33]. Il avait épousé Alix de Rouvroy de Saint-Simon
- François Joseph Claude de Hédouville (1756-1780), chevalier, seigneur de Révillon. Frère du général Gabriel de Hédouville, il était lieutenant au régiment d'Armagnac et chevalier du Mont-Carmel et de Saint-Lazare. Il fut tué par un boulet de canon dans le combat du comte de Guichen, près de la Martinique, contre l'amiral Rodney en 1780[34].
- Théodore Charles Joseph, comte de Hédouville (1767-1846), surnommé "le petit comte" pour le distinguer de son frère Gabriel. Chevalier du Mont-Carmel et de Saint-Lazare et officier au corps royal d'artillerie, il émigra en Espagne sous la Révolution et servit ce pays comme capitaine d'artillerie. Napoléon le fit revenir comme aide de camp de son frère, Gabriel de Hédouville. Il fut par la suite attaché à l'ambassade de Rome puis ministre plénipotentiaire près la confédération germanique. Il accompagna Napoléon au voyage de Bayonne en 1808. Il fut nommé colonel en 1817, envoyé extraordinaire du roi en Pologne. Il était officier de la Légion d'honneur, chevalier de Saint-Louis, chevalier de Saint Stanislas de Pologne et chevalier de l'ordre de la Fidélité de Bade[18]. Au sujet de son immigration, Las Cases rapporte ces mots de Napoléon à Sainte Hélène: « Sérurier et Hédouville cadet marchaient de compagnie pour émigrer en Espagne; une patrouille les rencontre; Hédouville, plus jeune, plus leste, franchit la frontière et va végéter misérablement en Espagne. Serrurier, obligé de rebrousser dans l'intérieur, et s'en désolant, devint maréchal: voilà pourtant ce qui en est des hommes, de leurs calculs et de leur sagesse ! »[35]
- Théodore Gabriel de Hédouville (1728-1774), chevalier, seigneur de Bray et de Bièvres. Colonel d'infanterie, chevalier de Saint-Louis.
- César Marie Antoine de Hédouville (1729-1808), chevalier, seigneur de Saint-Martin. Il fut garde du corps du roi puis capitaine de cavalerie et gentilhomme du cardinal-évêque de Laon, il était chevalier de Saint-Louis[36]. Il vote à Laon avec la noblesse en 1789 et est arrêté en 1793. Il sera détenu à Soissons, puis à Clermont en Bauvais et enfin à Nointel.
- Louis Théodore Basile de Hédouville (1769-1796), chevalier, seigneur de Bray, Bièvres et Tannières. Officier d'artillerie, il émigra en 1792, à son retour il fut arrêté, banni et reconduit à la frontière en 1793[37]. Il rejoint l'armée des Princes en tant que capitaine d'artillerie et meurt des suites de ses blessures en 1796.
- Charles Louis Théodore, comte de Hédouville (1794-1867), il fut lieutenant des gardes du corps puis capitaine de chasseurs à cheval, aide de camp des généraux Budan de Russé, Berhier et Paillot[38]. Chevalier de Charles III d'Espagne et de la Légion d'honneur, il avait fait la campagne de Saxe en 1813, avait été prisonnier à Torgau en 1814, puis avait fait la campagne d'Espagne en 1823.

### Branche de Merval (subsistante)
- Ferdinand de Hédouville[39],  dit vicomte de Merval (1618-1682), chevalier, seigneur de Merval, Sapigneul et Aguilcourt. Lieutenant du mestre de camp du régiment de chevau-légers du comte de Bourlémont[40], il fut maintenu dans sa noblesse en 1668 avec ses frères.
- Nicolas de Hédouville (1701-1772), chevalier, seigneur de Merval, Sapigneul, Aguilcourt, des Bordeaux et du Godat. Il fut garde du corps du roi, capitaine, puis mestre de camp de cavalerie (colonel)[41], il était chevalier de Saint-Louis.
- Jean Louis Nicolas de Hédouville (1735-1796), chevalier, seigneur d'Aguilcourt et des Bordeaux. Il fut garde du corps du roi dans la compagnie écossaise, puis capitaine de cavalerie, chevalier de Saint-Louis. Il vote à Soissons avec la noblesse, émigre en 1791 avec deux de ses fils (Nicolas Jean Charles et Nicolas Ferdinand Jérome) et sert dans l'armée des émigrés[13].
- Théodore André de Hédouville, dit vicomte de Merval et de Barbonval (1761-1841),  chevalier, seigneur de Merval et de Barbonval. Il était lieutenant au régiment de Noailles; au moment de la Révolution il émigre en Espagne où le Comte de Preissac, lieutenant général de l'armée des Princes, l'envoie à Coblence, où il arrive le 3 juillet 1792 à la tête d'un détachement de 120 hommes. Il entre à la compagnie des gardes de Monsieur, puis aux hussards de Bercheny. Il est blessé à Fleurus en 1794 et rejoint le comte d'Artois. Chevalier de Saint-Louis en 1798, il s'établit à Hambourg avant de rentrer en France en tant que capitaine de la garde nationale de Montfort en 1816, puis chef d'escadron des dragons de Noailles.
- Nicolas Jean Charles de Hédouville,  dit comte de Hédouville (1772-1836), chevalier, seigneur d'Aguilcourt, des Bordeaux et d'Orlon. Elève à l'École militaire de Brienne au moment de la Révolution, il émigre avec son père Jean Louis Nicolas et son frère Ferdinand, il rejoint les gardes du corps du roi dans la compagnie écossaise, et servit dans l'armée des Princes. Il entre chez les Trappistes avec son frère en 1797 mais, ne se sentant pas la vocation, en sortit comme lui[42]. Il fut amnistié en 1802, rentra en France mais ne repris du service qu'au retour des Bourbons. En 1814 il est garde du corps du roi, chevalier de Saint-Louis et de la Légion d'honneur; puis il prit sa retraite comme capitaine de cavalerie et devint juge de paix. Il publia Jeanne d'Arc ou la Pucelle d'Orléans, tragédie en cinq actes, en 1829. En 1827 il fut reçu membre de la "Congrégation". En 1830 il émigre à nouveau, en Suisse, et écrit Les sept âges de l'Église ou introduction à la lecture de la révélation de Saint Jean[43].
- Nicolas Ferdinand Jérome de Hédouville (1774-1856), chevalier, frère du précédent. Il émigre avec son père Jean Louis Nicolas et son frère Charles, et est à Coblence en 1792. Il entre aux gardes du corps dans la compagnie écossaise, fait la campagne de 1792 avec l'armée des Princes[42], puis combat, avec l'armée de Condé, en 1793-1797 et 1800-1801. Il rejoint le prince de Condé en 1794 et sert dans le régiment des chasseurs nobles puis dans le régiment noble à cheval d'Angoulême. Dans l'intervalle de ces campagnes il s'était retiré avec son frère, de 1797 à 1800, à l'abbaye de la Trappe de la Valsainte (Suisse) où ils prirent l'habit. Ils suivirent l'exode des Trappistes de Suisse en Pologne, mais les quittèrent par la suite. Amnistié en 1802, Ferdinand rentra en France et se maria l'année suivante à Thérèse de La Bretonne dont il aura 3 filles[13]. Il redevint garde du corps du roi puis chef d'escadron, chevalier de Saint-Louis et de la Légion d'honneur. Ayant perdu sa femme en 1828, il devint prêtre en 1831, chanoine honoraire de Soissons. Il avait écrit un ouvrage autobiographique, Relation sur mon séjour en exil et l'exode des religieux jusqu'en Russie, par un novice de la Valsainte, de 1797 à 1800[44].
- François Louis de Hédouville de Merval, dit vicomte de Merval (1778-1865), il émigre avec son père François Jérome en 1792 et sert dans l'armée des Princes. Il combat au siège de Maastricht en 1793 et fait toutes les campagnes jusqu'en 1797. Amnistié le 18 thermidor an X, il rentre en France et s'engage dans l'armée impériale. Il est blessé à la bataille d'Eckmuhl le 22 avril 1809 d'un coup de baïonnette et de deux coups de sabre. À la bataille d'Abensberg il enlève deux drapeaux à l'ennemi et à Znaïm, il fait mettre bas les armes, lui seul, à 27 fantassins. Il se rallie à Napoléon pendant les Cent Jours et sert comme capitaine dans un corps de partisans bonapartistes. Il prend ensuite sa retraite comme capitaine de cavalerie dans son château de Blanchecourt[45].
- Alexandre Marie de Hédouville de Merval, dit vicomte de Merval (1782-1864), frère du précédent, il était officier d'artillerie sous le Premier Empire. Partisan de Louis XVIII, il faillit être fusillé pendant les Cent Jours. Sous la restauration il devint officier dans la Garde royale[réf. nécessaire].
- Marie Jean de Hédouville, dit comte Jean de Hédouville (1849-1931). Il fut lieutenant d'artillerie et prisonnier en Allemagne après la bataille de Sedan lors de la Guerre Franco-Prussienne[46], puis il quitta l'armée, voyagea et devint colon et investisseur terrien aux États-Unis. Il acheta tout d'abord un ranch dans le Wyoming[47] puis s'établit en Floride, à Miami. Il habita le quartier de Coconut Grove[48]. Selon la légende, il aurait recueilli des cartes de trésors pirates mais il n'aurait jamais réussi à en récupérer un. Les terres qu'il avait acheté étaient, elles, devenues un trésor[49],[50]. Jean de Hédouville était un colon qui cultivait les ananas[51]. Il fut également trésorier du Biscayne Bay Yacht Club[52], fondé par Ralph Munroe, par qui il s'était fait construire un yacht, le Nicketti[53]. Il mourut célibataire en 1931. Il fut par ailleurs l'instigateur et le financier des travaux généalogiques, effectués pendant une dizaine d'années par Roger Rodière, sur la famille de Hédouville[réf. nécessaire]; ces recherches furent interrompues à sa mort.

### Branche de Minecourt (subsistante)
- Pierre de Hédouville[7] (1697-1742), chevalier, seigneur de Minecourt, d'Orconte et de Vaux. Il était capitaine au régiment Royal des Vaisseaux-infanterie, et chevalier de Saint-Louis. Il fut tué en 1742 à Ingolstadt.
- François Gaston de Hédouville (1721-1795), chevalier, seigneur de Minecourt et de Vaux. Il fut garde du corps du roi, puis capitaine d'infanterie, chevalier de Saint-Louis.
- Joseph de Hédouville,  dit vicomte de Hédouville (1744-1818), chevalier, seigneur de Minecourt et de Brandonvilliers. Il était surnommé "Le Général de Hédouville de Minecourt" ou "Le débraillé", pour le distinguer de son cousin, le général comte Gabriel de Hédouville[réf. nécessaire]. Aîné de neuf enfants, il embrassa, comme la plupart des membres de sa famille, une carrière d'officier. Il est lieutenant, en 1757, à 13 ans, au régiment de Monthureux (milices de Lorraine)[54]. Il fit campagne en Allemagne où il fut blessé en 1758, il quitta le service l'année suivante. Il est lieutenant au bataillon des milices de Saint Dizier en 1761, et devient garde du corps du roi en 1767, mais il fut rayé des contrôles pour mauvaise conduite en 1768. Il reprit du service en 1770, au régiment provincial de Troyes, où il passa capitaine en 1773. Il se rallia à Révolution et devint capitaine au 3e bataillon de volontaires de la Marne, il combattit dans l'armée du Nord en 1792 et fut à nouveau blessé. Il commanda la compagnie franche de Valenciennes et fut lieutenant colonel au 2e bataillon de chasseurs des Ardennes. En 1793 il est général de brigade au service de la République, il contribua à la victoire d'Hondschoote la même année. Suspendu comme noble le 23 septembre 1793, traduit devant le tribunal révolutionnaire pour trahison (ne s'étant pas conformé aux ordres des représentants en mission), il est acquitté le 5 janvier 1794. Il fut arrêté de nouveau le 16 octobre de la même année pour propos contre révolutionnaires. Il ne joua aucun rôle militaire actif sous l'Empire mais fut administrateur général des hôpitaux de Mayence et commandant en chef de la garde nationale de Vitry-le-François[18]. Le général Joseph de Hédouville était chevalier de l'ordre de Saint-Louis depuis 1789. Il meurt en son château de Saudrupt le 23 juin 1818, après avoir été marié quatre fois et avoir eu huit enfants[réf. nécessaire].
- François Pierre de Hédouville (1752-1815), chevalier, frère du général Joseph de Hédouville. Il est officier d'infanterie, volontaire dans la légion de Soubise en 1770-1772 et lieutenant au bataillon provincial de Châlons en 1772. En 1778 il part en Amérique et est capitaine au service des insurgents. En revenant en France il est capturé et passe 14 mois sur les pontons anglais. Il sert ensuite la Révolution comme officier avec ses frères. Il est lieutenant-colonel en second du 2e bataillon des Ardennes le 22 septembre 1791. Il passe, le 15 octobre 1792, capitaine dans la légion des Ardennes commandée par son frère Joseph. Il est chef de bataillon le 10 avril 1793, est fait prisonnier au Quesnoy le 13 septembre 1793 et est emmené en Hongrie. Il sera échangé et rentrera en France le 4 avril 1796 où il est réintégré à la 12e demi-brigade légère, puis est réformé pour infirmités le 19 mars 1797. Il devient maire de Villers-sur-Meuse en 1803, il sauve cette ville du pillage en 1815 et meurt le 8 novembre de la même année[55].
- Pierre Gabriel de Hédouville (1755-1821), chevalier, frère des deux précédents. Présenté dans l'ordre de Saint-Jean de Jérusalem le 12 août 1782[56] mais ne fit pas ses caravanes pour être officier d'infanterie sous l'Ancien Régime, il servit lui aussi la République, comme lieutenant-colonel d'infanterie, commandant le 2e bataillon de la Légion à pied des Ardennes. Il partit sur l’île Maurice de 1807 à 1814 avant de revenir en France comme commandant de la compagnie de réserve du département des Bouches de L'Escaut et juge à la cour spéciale. Il devint maire de Sommermont en 1813.
- Joseph-Hubert de Hédouville (1781-1840), capitaine au 2e carabinier[38], il fut blessé à Wagram puis à Waterloo. Il était chevalier de la légion d'honneur et chevalier de Saint-Louis. Il avait pris part, avec la Grande Armée, aux campagnes de Prusse et de Pologne en 1806-1807, d'Autriche en 1809, de Russie, de Saxe et de France en 1812-1814 et de Belgique en 1815.
- Marthe de Hédouville (1905-2002), femme de Lettres, docteur ès-Lettres. Elle fut documentaliste des frères Jean Tharaud et Jérôme Tharaud et auteur de plusieurs biographies.
- Dom Bertrand de Hédouville, religieux bénédictin, Père Abbé de l’abbaye Notre-Dame de Randol.

## Armes
- Blasonnement : D'or, au chef d'azur, chargé d'un lion léopardé d'argent, armé et lampassé de gueules.[2] (Certains armoriaux ne mentionnent pas le fait que le lion léopardé d'argent soit armé de gueules.)
- Supports : deux lions au naturel.
- Timbre : couronne de comte.
- Devise : « Totum pro Deo et Rege »[57] (Tout pour Dieu et le Roi)

Il est à noter que Gabriel de Hédouville, son fils Charles Théodore Ernest de Hédouville, et son frère Théodore Charles de Hédouville, ont aussi reçu des armoiries personnelles en tant que comtes de l'Empire ou Pairs de France.

## Titres
Pour la branche aînée (éteinte en ligne masculine en 1935) :
- Comtes de l'Empire en 1808 et 1809, confirmés Comtes d'Hédouville en 1817[1].
- Pairs de France en 1814 et Comtes-Pairs de France en 1817[1].

Les deux branches subsistantes ne descendent pas des bénéficiaires et ne sont pas titrées, mais certains de leurs membres prennent des titres de courtoisie de « comte » (branche de Merval) ou de « baron » (branche de Minecourt).
Des membres de la famille de Hédouville ont porté les titres de vicomte de Serval, de vicomte de Merval (pris au XVIIIe siècle), de vicomte de Barbonval (donné dans un brevet en 1782), ainsi que le titre de vicomte de Hédouville (titre de cadet).

## Alliances
Les principales alliances de cette famille sont,, : de la Bretonnière, de Cormery, de Condé, de Mutigny, de Creil, d'Alois, de Crécy, de Vallonce, de Sallenove, Le Gresle de Dormeson, de La Mer, de Morlet, Prevôt de Sevricourt, de Flavigny, Hourlier de Créquis, de Fariaux de Maulde, Canelle de La Lobbe, Chantereau de La Tour, de Courbon, de Rouvroy de Saint-Simon, de Clermont-Tonnerre, de Buttet, Esteve, Mangin d'Ouince...
Il y eut également des alliances entre les différentes branches de la famille de Hédouville.

## Postérité
- Rue d'Hédouville, à Angers ;
- Rue de Hédouville, à Jumigny ;
- Place d'Hédouville, à Albert ;
- Caserne Hédouville, à Laon ;
- Prix d'Hédouville ;
- Nom gravé sous l'Arc de Triomphe.

## Homonymie
Il existe, depuis la Révolution, des "d'Hédouville" et "de Hédouville" en Allemagne, certains de leurs membres ont émigré aux États-Unis depuis. Il existe également une famille "Hédouville" à Haïti.
Il n'y a pas de lien établi entre ces familles étrangères et la famille française de Hédouville, mais Roger Rodière supposait que les Hédouville d'Allemagne descendraient d'un fils, légitime ou non, de l'un des membres de la famille de Hédouville ayant émigré pendant la Révolution.

## Littérature
- Nicolas Jean Charles, comte de Hédouville: 
  - Jeanne d'Arc, ou la Pucelle d'Orléans, Tragédie en 5 actes, 1829.
  - Les sept âges de l'Église ou Introduction à la lecture de la Révélation de saint Jean, Librairie Périssé, Lyon, 1837 (édition posthume).
- Nicolas Ferdinand Jérome de Hédouville, chanoine de Soissons, Relation sur mon séjour en exil et l'exode des religieux jusqu'en Russie, par un novice de la Valsainte, de 1797 à 1800, L'Harmattan, réédition 2003.
- Gabriel Alexandre de Hédouville, abbé de Merval, Invitation à la fête du couronnement de Notre Dame de Liesse, mère de grâces, 1857.
- Marthe de Hédouville:
  - La comtesse de Ségur et les siens, éditions du Conquistador, 1953.
  - Alfred de Musset, Apostolat de la Presse, 1958.
  - Monseigneur de Ségur: sa vie, son action, 1820-1881, Nouvelles éditions latines, 1958.
  - Les Rostopchine: une grande famille russe au XIXe siècle, éditions France Empire, 1984.

## Pour approfondir